# Biró A. Zoltán
Biró A. Zoltán (Székelyudvarhely, 1955. január 14.–) erdélyi magyar antropológus,  szociológus, egyetemi tanár, az MTA külső tagja, Bodó Julianna férje.

## Életútja
Szülővárosában érettségizett 1974-ben. 1978-ban diplomát szerzett a Babeș–Bolyai Tudományegyetemen magyar-orosz szakon. 2004-ben doktorált szintén a BBTE-n. 1978 és 1988 között Csíkménaságon tanított. 1989 és 1993 között A Falvak Dolgozó Népe és A Hét szerkesztője. A Kommunikációs Antropológiai Munkacsoport (KAM) megalapítója, kutatója, igazgatója 1994-től. 2002-től a Sapientia Erdélyi Magyar Tudományegyetem csíkszeredai karán oktató a Társadalomtudományi Tanszéken: adjunktus (2002–2004), docens (2005–2006), egyetemi tanár (2007–), közben 2007 és 20013 között dékán. 2022-től az MTA külső 
tagja. Az MTA Magyar Tudományosság Külföldön Elnöki Bizottságának tagja. A Pro Scientia Ruralis szakfolyóirat szeerkesztője.

## Munkássága
Szakterülete a kulturális antropológia, a szociológia és a vidékkutatás.
Hazai és külföldi tudományos társaságok tagja, hazai és külföldi szakfolyóiratok szerkesztőbizottsági tagja.

### Könyvei (válogatás)
- Laki László – Biró A. Zoltán: A globalizáció peremén. Kunhegyes térsége és a Csíki-medence az ezredfordulón.  Európa Tanulmányok 6. MTA Politikai Tudományok Intézete. Budapest, 2001.
- Biró A. Zoltán, Bodó Julianna: Nyilvánosság – szimbólum – társadalom.  Státus Kiadó, Csíkszereda, 2010,ISBN 978-606-8052-15-1
- Biró A. Zoltán, Részeg Imola: Bevezetés a kommunikáció elméletébe. Egyetemi jegyzet. Státus Kiadó, Csíkszereda, 2010. ISBN 978-606-8052-13-7,
- Biró A. Zoltán: Vidéki térségek: illúzió vagy esély? TÉRSÉG könyvek. Pro-Print Kiadó, Csíkszereda, 2006. ISBN 973-8468-54-X
- Biró A. Zoltán: Stratégiák vagy kényszerpályák? Tanulmányok a romániai magyar társadalomról. Pro-Print Kiadó, Csíkszereda, 1998.
- Biró A. Zoltán: Hétköznapi humorvilág. Pro-Print Kiadó, Csíkszereda, 1997. ISBN 973-9311-10-5
- Biró A. Zoltán: Beszéd és környezet. Tanulmányok az anyanyelvhasználat köréből. Szociolingvisztikai tanulmányok, Kriterion Kiadó, Bukartest, 1984

## Díjai
- Arany János-díj, 2006, MTA Külföldi Magyar Tudományosság